# Warzęcha królewska
Warzęcha królewska (Platalea regia) – gatunek dużego, brodzącego ptaka z rodziny ibisów (Threskiornithidae). Żyje na płyciznach słodko- i słonowodnych terenów podmokłych w Australii, Nowej Zelandii (Wyspa Południowa), na Nowej Gwinei i Jawie. Poza sezonem lęgowym zalatuje na Tasmanię, Wyspy Salomona, Nową Kaledonię, Borneo, Celebes, Moluki, Małe Wyspy Sundajskie i Wyspę Północną. Warzęcha królewska jest ptakiem żywiącym się rybami, skorupiakami i małymi owadami. Szuka pożywienia poprzez filtrowanie dziobem wody z boku na bok. Została zakwalifikowana jako gatunek najmniejszej troski w Czerwonej księdze gatunków zagrożonych IUCN, ponieważ występuje na rozległym obszarze. Nie wyróżnia się podgatunków.

## Charakterystyka

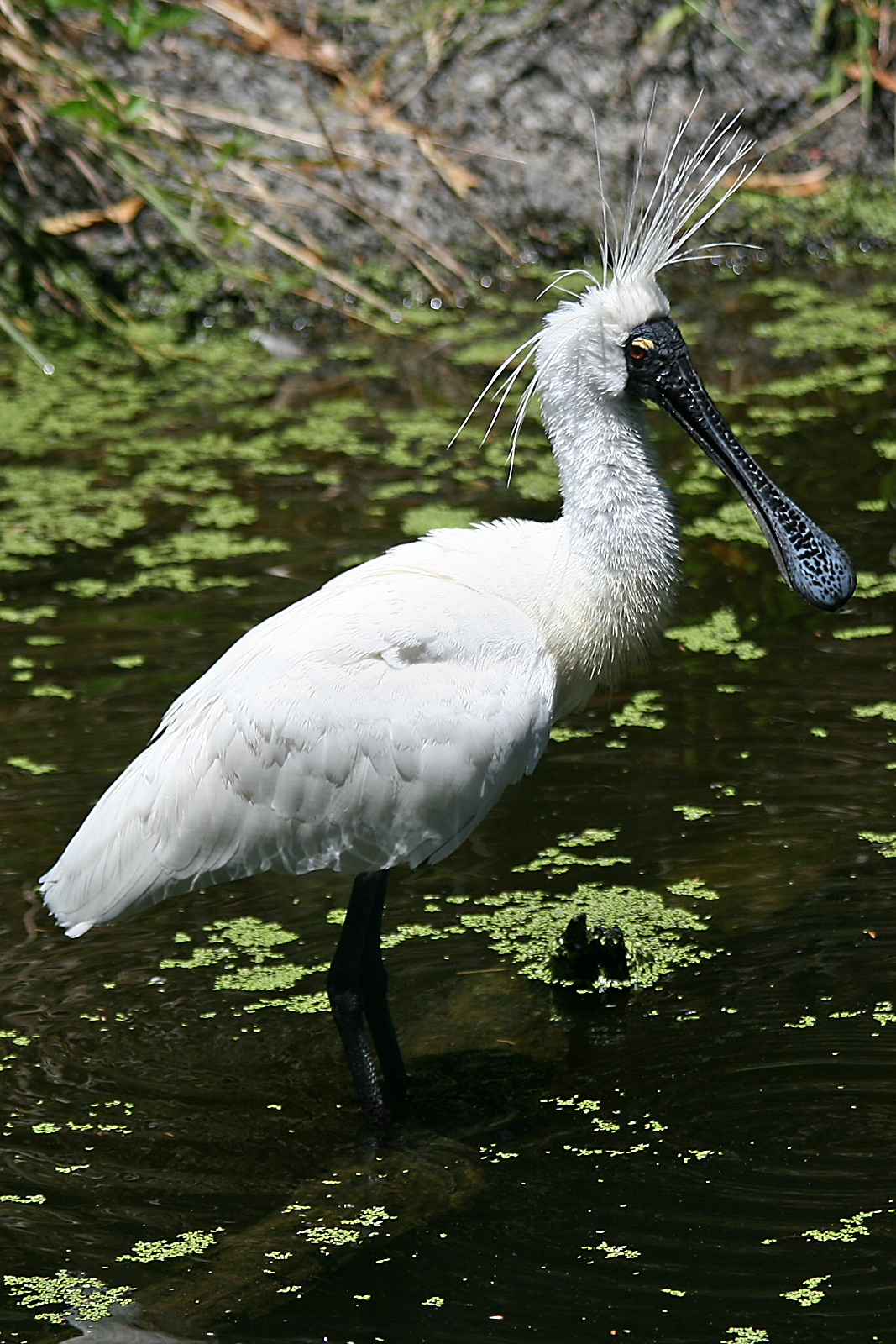
Upierzenie lęgowe

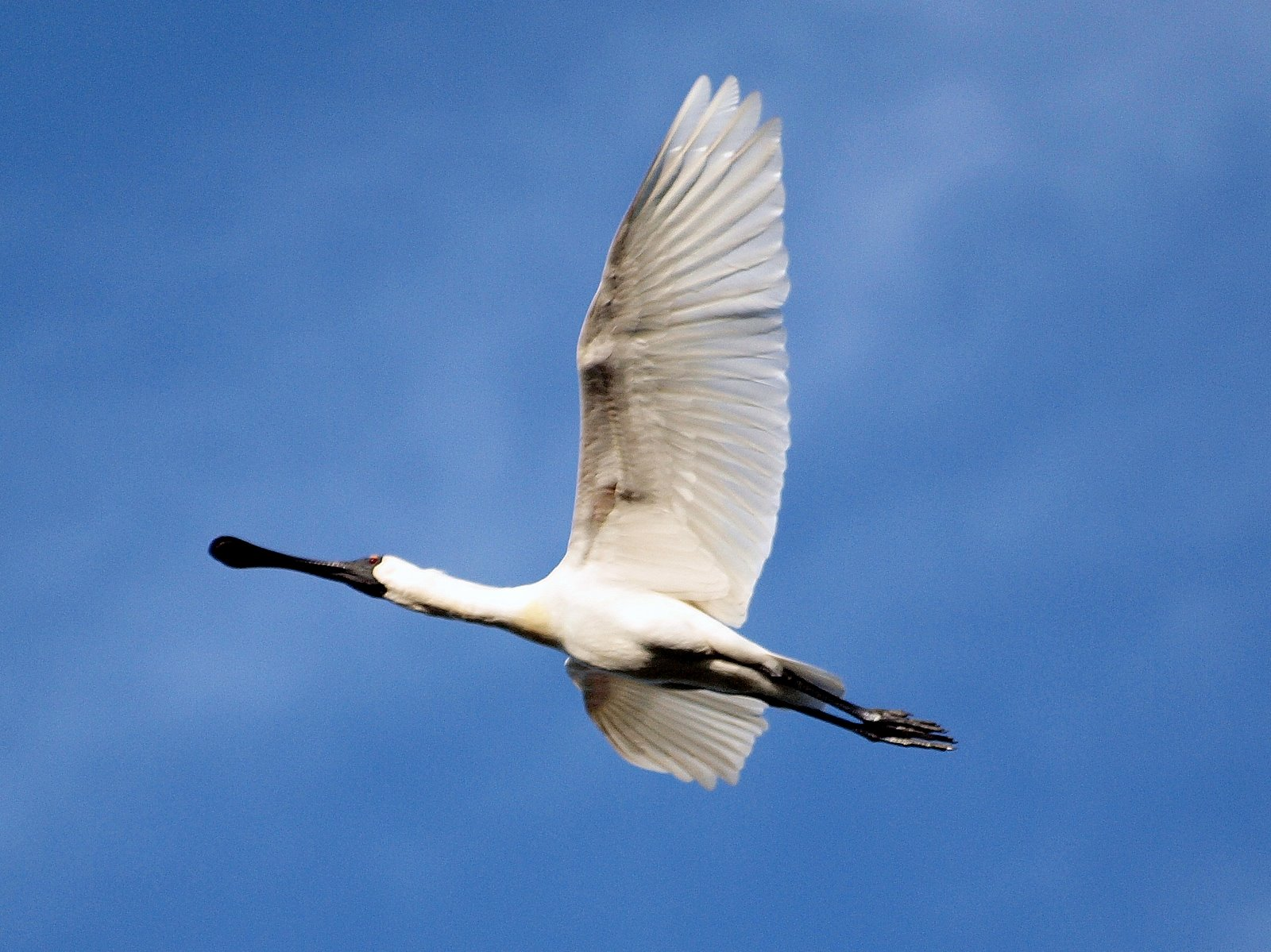
Warzęcha królewska w locie

Długość ciała 74–81 cm; rozpiętość skrzydeł 120 cm; masa ciała 1400–2070 g.
Warzęcha królewska jest dużym ptakiem ubarwionym na biało, z czarnym dziobem w kształcie łyżki i czarną twarzą; nad okiem mały, żółty pasek. Ma długie, czarne nogi przystosowane do brodzenia w wodzie. W szacie godowej na tyle głowy charakterystyczny grzebień z piór, u samców dochodzący do 20 cm długości; ponadto kremowożółta plama na dolnej części szyi i górnej części piersi. Samice są podobne do samców, ale nieco mniejsze, mają krótsze nogi, dziób i grzebień. 

## Pożywienie
Żywi się rybami i innymi zwierzętami wodnymi, takimi jak skorupiaki, kraby i żaby, także owadami. Chwyta swoje ofiary przez szybki ruch dziobem.

## Rozmnażanie
Z początkiem pory lęgowej długie, białe pióra wyrastają z grzbietów ptaków, a na ich głowach pojawiają się kolorowe łaty. Gniazdo jest otwarte, zbudowane z patyków na zasadzie platformy. Samice składają w nim dwa lub trzy jaja. Pisklęta wylęgają się po 21 dniach. Warzęchy królewskie są bardzo wrażliwe na przerywanie im przebiegu okresu rozrodczego. W Australii zaobserwowano, że całe kolonie opuszczały swoje jaja po drobnym zakłóceniu wysiadywania.

## Status
IUCN uznaje warzęchę królewską za gatunek najmniejszej troski (LC, Least Concern) nieprzerwanie od 1988 roku. BirdLife International ocenia trend liczebności populacji jako stabilny, ale fluktuujący ze względu na wahania powierzchni podmokłych siedlisk w kolejnych latach (tzn. lata suchsze – mniejsza liczebność ptaków, wilgotniejsze – większa).